# Vestmarka (Eidskog)
Vestmarka is een plaats in de Noorse gemeente Eidskog in de provincie Innlandet. Het dorp, tegen de Zweedse grens telt bijna 500 inwoners. De dorpskerk dateert uit 1883. Volgens de overlevering stond op dezelfde plek eerder een kerk die in verval zou zijn geraakt na de periode van de Zwarte Dood. Het dorp kreeg in 1918 een aansluiting op het Noorse spoornet, die echter in 1965 al weer werd gesloten.